# Unione Sportiva Cremonese 1928-1929
Questa voce raccoglie le informazioni riguardanti l'Unione Sportiva Cremonese nelle competizioni ufficiali della stagione 1928-1929.

## Stagione
Nella stagione 1928-1929 la Cremonese disputa il girone B del campionato di Divisione Nazionale. Il torneo concluso al 7º posto, ha determinato la qualificazione della squadra grigiorossa alla successiva Serie A 1929-1930, primo torneo di massima serie a girone unico. Si è infatti conclusa la riforma dei campionati, dalla prossima stagione basta con l'infinita serie di gironi regionali o interregionali, dalla stagione prossima vi sarà solo la nuova Serie A. In campionato la Cremonese parte bene, dopo sette giornate dista un solo punto dalla vetta della classifica. Da ricordare la turbolenta partita del 13 gennaio 1929 tra Cremonese e Ambrosiana (l'Inter che in questi anni ha cambiato nome), i milanesi allo Zini si portano sul (0-2), con un clima infuocato, l'arbitro sospende la gara. Ovviamente viene dato lo (0-2) a tavolino, con lo Zini squalificato per la gara del 10 febbraio contro la Biellese, che si è così giocata a Piacenza. La Cremonese si rifarà con l'Ambrosiana andando a vincere (0-1) a Milano nella terz'ultima giornata. La squadra grigiorossa raccoglie nel torneo importanti vittorie interne e molte sconfitte fuori casa. Chiude però il torneo comodamente settima, qualificandosi per la prima edizione della costituenda Serie A.

## Divise
| Prima divisa |

## Rosa
| N. |                   | Ruolo | Calciatore         |
| -- | ----------------- | ----- | ------------------ |
|    | Italia (bandiera) | P     | Loris Desti        |
|    | Italia (bandiera) | P     | Ugo Ferrazzi       |
|    | Italia (bandiera) | D     | Renato Bodini II   |
|    | Italia (bandiera) | D     | Libero Pollastri   |
|    | Italia (bandiera) | D     | Attilio Ravani II  |
|    | Italia (bandiera) | D     | Ottorino Ravani I  |
|    | Italia (bandiera) | C     | Pietro Balestreri  |
|    | Italia (bandiera) | C     | Luigi Cabrini      |
|    | Italia (bandiera) | C     | Alberto Mondini    |
|    | Italia (bandiera) | C     | Battista Perotti   |
|    | Italia (bandiera) | C     | Antonio Sbalzarini |
|    | Italia (bandiera) | A     | Pietro Camisaschi  |

| N. |                   | Ruolo | Calciatore          |
| -- | ----------------- | ----- | ------------------- |
|    | Italia (bandiera) | A     | Walter Corsanini    |
|    | Italia (bandiera) | A     | Pietro Dalle Vedove |
|    | Italia (bandiera) | A     | Natale Dossena      |
|    | Italia (bandiera) | A     | Dino Gabriele       |
|    | Italia (bandiera) | A     | Alfredo Guanzini    |
|    | Italia (bandiera) | A     | Luigi Oscar Moroni  |
|    | Italia (bandiera) | A     | Luigi Pedrazzini    |
|    | Italia (bandiera) | C     | Dante Prosperi      |
|    | Italia (bandiera) | A     | Rocco Ranelli       |
|    | Italia (bandiera) | A     | Clemente Santopaolo |
|    | Italia (bandiera) | A     | Alessandro Savelli  |
|    | Italia (bandiera) | A     | Stefano Simonini    |

## Risultati

### Divisione Nazionale (girone B)

#### Girone di andata
| Arbitro: | Enrietti (Torino) |

|                        |           |                |
| Savelli 1’ Ranelli 36’ | Marcatori | 67’ V. Bonello |

| Arbitro: | Turra (Padova) |

|                       |           |             |
| Varalda 35’ Vigna 75’ | Marcatori | 48’ Savelli |

| Arbitro: | Malagodi (Ferrara) |

|                                                |           |                             |
| Dalle Vedove 14’ 16’ Moroni 47’ Santopaolo 72’ | Marcatori | 24’ Griggio 40’ C. Cevenini |

| Arbitro: | Lenti (Genova) |

|                                              |           |                                            |
| Bottazzi 11’ (rig.) Mistrali 19’ Bertoli 40’ | Marcatori | 37’, 50’ Savelli 44’ O. Ravani 72’ Cabrini |

| Brescia 1º novembre 1928 5ª giornata | Brescia          | 0 – 0 | Cremonese | Stadium di Viale Piave\| Arbitro: \| Caironi (Milano) \| |
| Arbitro:                             | Caironi (Milano) |       |           |                                                          |

| Arbitro: | Turbiani (Ferrara) |

|            |           |                 |
| Fenili 37’ | Marcatori | 51’ D. Prosperi |

| Arbitro: | Guarnieri (Milano) |

|                                    |           |                             |
| Moroni 10’ Ranelli 12’ Savelli 75’ | Marcatori | 5’ Levratto 49’ G. Chiecchi |

| Arbitro: | Caironi (Milano) |

|                        |           |  |
| Civinini 42’ Barni 89’ | Marcatori |  |

| Arbitro: | Ferro (Milano) |

|                                                           |           |             |
| Greiner 3’ (aut.) Moroni 10’ Dalle Vedove 60’ Dossena 70’ | Marcatori | 36’ Zuliani |

| Arbitro: | Lenti (Genova) |

|  |           |                              |
|  | Marcatori | 46’ Della Valle 70’ Muzzioli |

| Arbitro: | Rovida (Milano) |

|  |           |             |
|  | Marcatori | 33’ Perotti |

| Arbitro: | Carraro (Padova) |

|                                |           |                    |
| Salvatorini 18’ Silingardi 35’ | Marcatori | 80’ (aut.) Borgato |

| Arbitro: | Turbiani (Ferrara) |

|  |           |                   |
|  | Marcatori | 36’, 54’ Visentin |

| Arbitro: | Giorgi (Milano) |

|                             |           |             |
| L. Bajardi 69’ Casalino 71’ | Marcatori | 50’ Ranelli |

| Arbitro: | Guarnieri (Milano) |

|                             |           |  |
| Munerati 23’, 62’ Borgo 59’ | Marcatori |  |

#### Girone di ritorno
| Arbitro: | Mattea (Casale Monf.) |

|            |           |            |
| Ziroli 11’ | Marcatori | 18’ Moroni |

| Arbitro: | Giorgi (Milano) |

|                                                |           |                   |
| O. Ravani 36’ (rig.) Savelli 40’ Corsanini 60’ | Marcatori | 75’ (rig.) Greppi |

| Arbitro: | Rovida (Milano) |

|                                      |           |  |
| Lamon 4’ C. Cevenini 46’ Griggio 67’ | Marcatori |  |

| Arbitro: | Ciamberlini (Genova) |

|                                           |           |  |
| Dalle Vedove 35’ Savelli 60’ Simonini 86’ | Marcatori |  |

| Arbitro: | A. Gama (Milano) |

|                                  |           |             |
| Savelli 30’ O. Ravani 87’ (rig.) | Marcatori | 6’ Reggiani |

| Arbitro: | Guarnieri (Milano) |

|                                                          |           |                  |
| Dalla Vedove 44’ Ranelli 60’, 83’ Moroni 62’ Dossena 73’ | Marcatori | 71’ G. Innocenti |

| Arbitro: | Malagodi (Ferrara) |

|                |           |  |
| Leone 62’, 88’ | Marcatori |  |

| Arbitro: | Gonani (Ravenna) |

|                      |           |  |
| R. Bodini 67’ (rig.) | Marcatori |  |

| Arbitro: | Malagodi (Ferrara) |

|               |           |           |
| O. Serdoz 54’ | Marcatori | 9’ Moroni |

| Arbitro: | Scarpi (Dolo) |

|                                                                                     |           |  |
| A. Ravani 4’ (aut.) Genovesi 6’ Schiavio 14’ A. Busini 19’ Muzzioli 29’ Cogolli 66’ | Marcatori |  |

| Arbitro: | Galassi (Torino) |

|                  |           |  |
| Dalle Vedove 58’ | Marcatori |  |

| Arbitro: | Ferro (Milano) |

|                                                            |           |  |
| O. Ravani 22’ Moroni 58’, 75’ Savelli 70’ 72’ Guanzini 76’ | Marcatori |  |

| Arbitro: | R. Barlassina (Novara) |

|  |           |            |
|  | Marcatori | 50’ Moroni |

| Arbitro: | Pessato (Monfalcone) |

|  |           |                                  |
|  | Marcatori | 13’ Casalino 30’ F. Santagostino |

| Cremona 16 giugno 1929 30ª giornata | Cremonese          | 0 – 0 | Juventus | Stadio Giovanni Zini\| Arbitro: \| Malagodi (Ferrara) \| |
| Arbitro:                            | Malagodi (Ferrara) |       |          |                                                          |

## Statistiche

### Statistiche di squadra
| Competizione        | Punti | Totale | Totale | Totale | Totale | Totale | Totale |
| Competizione        | Punti | G      | V      | N      | P      | Gf     | Gs     |
| ------------------- | ----- | ------ | ------ | ------ | ------ | ------ | ------ |
| Divisione Nazionale | 33    | 30     | 14     | 5      | 11     | 46     | 43     |
| Totale              | 33    | 30     | 14     | 5      | 11     | 46     | 43     |